# Bıldır, Uzunköprü
Bıldır là một xã thuộc huyện Uzunköprü, tỉnh Edirne, Thổ Nhĩ Kỳ. Dân số thời điểm năm 2011 là 177 người.